# Gianni Leoni

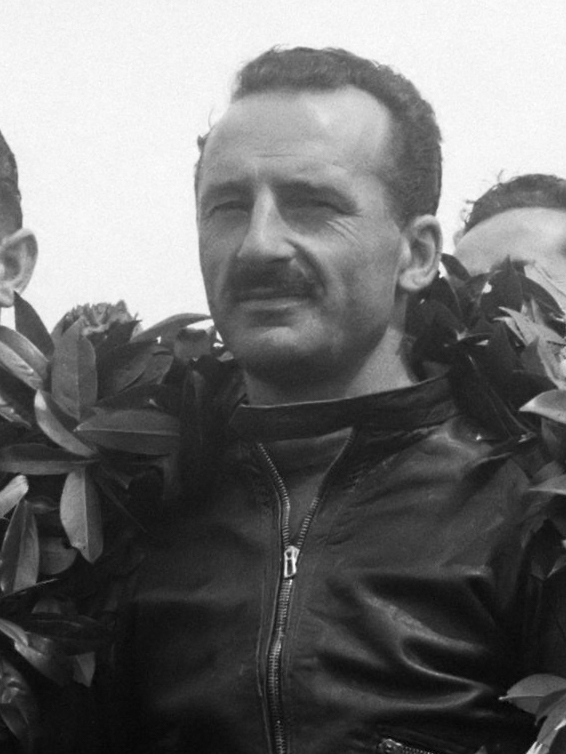
Gianni Leoni (1951)

Gianni Leoni (* 1. März 1915 in Como; † 15. August 1951 in Belfast, Nordirland) war ein italienischer Motorradrennfahrer.

## Karriere
Gianni Leoni debütierte beim Großen Preis der Nationen 1949 in Monza in der Motorrad-Weltmeisterschaft. Er startete beim Abschlussrennen der Premierensaison in den Klassen bis 125 bis 250 und bis 500 cm³. In der Achtelliterklasse feierte der Italiener auf F.B Mondial auf Anhieb seinen ersten Grand-Prix-Sieg. In der Viertelliterkategorie wurde er auf Moto Guzzi Zweiter hinter dem Benelli-Piloten Dario Ambrosini und in der Halbliterklasse belegte er den vierten Rang.
1949 bestritt Leoni zwei der drei ausgetragenen 125-cm³-WM-Läufe. Er wurde Zweiter bei der Dutch TT in Assen und gewann erneut den Nationen-Grand-Prix, was ihm hinter seinem Teamkollegen Bruno Ruffo den Vizeweltmeistertitel in der Achtelliterklasse einbrachte.
In der Saison 1951 startete Leoni bei den 125ern für F.B Mondial und bei den 250ern für Moto Guzzi. Er gewann das Achtelliter-Auftaktrennen in Spanien und wurde Dritter bei der TT. In der Viertelliterklasse wurde er Dritter in der Schweiz und Zweiter in Frankreich.

### Tödlicher Unfall
Gianni Leoni verunglückte am 15. August 1951 im Training zum Ulster Grand Prix schwer. Er und seine Moto-Guzzi-Teamkollegen Sante Geminiani und Enrico Lorenzetti umrundeten im Training der Viertelliterklasse nahe beisammenliegend den etwa 16,5 Meilen langen Clady Circuit. Nach einigen Runden fuhren Geminiani und Lorenzetti unbemerkt von Leoni in die Box, um ihre Maschinen zu tauschen. Nach etwa vier Kilometern Alleinfahrt fiel Leoni das Fehlen seiner Teamgefährten auf und der Italiener beschloss, wahrscheinlich in Sorge, dass ein Unfall passiert sein könnte, umzukehren und befuhr die Strecke in falscher Richtung. Währenddessen hatten Geminiani und Lorenzetti die Box wieder verlassen und befanden sich in voller Fahrt auf der Strecke. Die beiden waren nicht auf den entgegenkommenden Fahrer gefasst, weshalb ein Zusammenstoß unvermeidlich war.
Gianni Leoni und Sante Geminiani versuchten wahrscheinlich beide noch auszuweichen, fuhren dabei aber in dieselbe Richtung und stießen mit einer Geschwindigkeit von etwa 100 Kilometer pro Stunde mit ihren Köpfen zusammen. Geminiani wurde etwa 40 Meter durch die Luft geschleudert und war auf der Stelle tot. Leoni stand einen Moment nach dem Unfall wieder auf, brach dann aber bewusstlos zusammen und verstarb noch am selben Tag in einem Krankenhaus in Belfast. Enrico Lorenzetti, der etwa 100 Meter hinter Geminiani fuhr, konnte noch abbremsen und fuhr nur mit geringer Geschwindigkeit in die Unfallstelle. Er kam mit leichten Verletzungen davon.
Trotz dieses tragischen Unfalls zog sich das Moto-Guzzi-Team nicht vom Grand Prix zurück. Am folgenden Tag gewann der Werksfahrer Bruno Ruffo das 250-cm³-Rennen um den Ulster Grand Prix.
Gianni Leoni hinterließ seine Frau und eine Tochter. In der 125er-Klasse wurde er postum Vizeweltmeister. Insgesamt bestritt er in seiner Laufbahn neun WM-Grands-Prix. Dabei feierte er drei Siege und insgesamt acht Podiumsplatzierungen.

## Statistik

### Erfolge
- 1950 – 125-cm³-Vize-Weltmeister auf F.B Mondial
- 1951 – 125-cm³-Vize-Weltmeister auf F.B Mondial
- 3 Grand-Prix-Siege

### In der Motorrad-Weltmeisterschaft
| Saison | Klasse  | Motorrad    | Rennen | Siege | Podien | Punkte | Ergebnis |
| ------ | ------- | ----------- | ------ | ----- | ------ | ------ | -------- |
| 1949   | 125 cm³ | F.B Mondial | 1      | 1     | 1      | 11     | 5.       |
| 1949   | 250 cm³ | Moto Guzzi  | 1      | –     | 1      | 8      | 8.       |
| 1949   | 500 cm³ | Moto Guzzi  | 1      | –     | –      | 6      | 10.      |
| 1950   | 125 cm³ | F.B Mondial | 2      | 1     | 2      | 14     | 2.       |
| 1951   | 125 cm³ | F.B Mondial | 2      | 1     | 2      | 12     | 2.       |
| 1951   | 250 cm³ | Moto Guzzi  | 2      | –     | 2      | 10     | 5.       |
| Gesamt | Gesamt  | Gesamt      | 9      | 3     | 8      | 61     |          |